# Ришбур, Франсуа-Филипп де Мелён
Франсуа-Филипп де Мелён (фр. François-Philippe de Melun; 1627 — 7 февраля 1690), маркиз де Ришбур, граф де Боссар — государственный деятель Испанских Нидерландов.

## Биография
Пятый сын Гийома III де Мелёна, принца д'Эпинуа, и Эрнестины-Клер-Эжени де Линь д'Аренберг.
Полковник собственного пехотного полка, батальный генерал-сержант (генерал-майор), капитан лучников гвардии.
Отличился при обороне Лилля в 1667 году. 
18 марта 1673 назначен временным командующим вооруженными силами Эно.
Губернатор Гента (1671), Валансьена (1677). В 1677 году был ранен во время вылазки из осажденного Валансьена, что стало причиной сдачи крепости.
Первый комиссар для обновления магистрата Гента (21.05.1682).
9 апреля 1684 был пожалован Карлом II в рыцари ордена Золотого руна.
С 1 июля 1689 был временным великим бальи Эно в период интерима.

## Семья
Жена (2.1665): Мария-Тереза де Ганд-Вилен (ум. 1714), дочь графа Филиппа-Бальтазара д'Изенгьена, князя де Мамин, и Луисы Энрикес де Сармьенто-и-Сальватьерра
Дети:
- Гийом (1670—1734), маркиз де Ришбур. Жена: графиня Мари-Франсуа д'Юрсель (ум. 4.08.1720), дочь графа Франсуа д'Юрселя и Онорины Марии Доротеи ван Хорн де Босиньи
- Жан-Франсуа, граф де Боссар. Кавалерийский полковник на службе Филиппа V (1705—1706). Жена (1700): Мари Волкар де Вельден (ум. 17.11.1728), дочь Фредерика-Франсуа де Вельдена и Франсуазы-Фернандины де Бонем
- Луиза-Франсуаза-Эжени (р. 1665), канонисса в Мобёже. Муж (1690): Максимилиан ван ден Вустейн (ум. 1729), маркиз ван Бекелар
- Филипп, маркиз де Ришбур
- Рюфина (ум. 1756)
- Мари-Мадлен-Жозефа-Элизабет (9.04.1690): Шарль-Франсуа де Монши, маркиз де Сенарпон
- Мари-Жанна-Батиста (1684—1.11.1754). Муж (1702): граф Фердинанд Марквард Йозеф Антон фон Вартенберг (1673—1730)